# Santo António (Maio)
Santo António és una vila al nord-est de l'illa de Maio a l'arxipèlag de Cap Verd. Està situada 18 kilòmetres al nord-oest de Vila do Maio.